# Zoja Duchowicz
Zoja Wasiliewna Duchowicz (ros. Зоя Васильевна Духович, ur. w 1926, zm. w 1991) – radziecka lekkoatletka, sprinterka, medalistka mistrzostw Europy z 1950.
Zdobyła brązowy medal w sztafecie 4 × 100 metrów na mistrzostwach Europy w 1950 w Brukseli. Sztafeta radziecka biegła w składzie: Elene Gokieli, Sanija Malszyna,  Duchowicz i Jewgienija Sieczenowa. Duchowicz zajęła na tych mistrzostwach również 4. miejsce w biegu na 100 metrów i 6. miejsce w biegu na 200 metrów.
Zdobyła złote medale w biegach na 100 metrów i na 200 metrów na Akademickich Mistrzostwach Świata (UIE) w 1949 w Budapeszcie.
12 lipca 1950 w Moskwie ustanowiła rekord świata w sztafecie 4 × 200 metrów (w składzie: Malszyna, Aleksandra Czudina, Sieczenowa i Duchowicz) czasem 1:40,6
Była mistrzynią ZSRR w biegu na 100 metrów w 1948, w biegu na 200 metrów w 1947 i 1948, w sztafecie 4 × 100 metrów w latach 1947–1950 i 1951 oraz w sztafecie 4 × 200 metrów w latach 1948–1950, wicemistrzynią w biegu na 100 metrów w 1946, 1947, 1949 i 1950 oraz w biegu na 200 metrów w 1946, a także brązową medalistką na 200 metrów w 1949.
Pięciokrotnie poprawiała rekord ZSRR sztafecie 4 × 100 metrów do wyniku 47,4 m (30 lipca 1950 w Moskwie).  Ustanowiła także rekordy ZSRR w 4 × 200 metrów i sztafecie szwedzkiej.